# Physocrobylus venetus
Physocrobylus venetus — вид комах з родини саранових (Acrididae). Описнаий у 2021 році.

## Поширення
Ендемік Танзанії. Поширений у горах Нгуру. Мешкає у передгірних вологих лісах.